# 張後甲
張後甲（1553年—？），字丁也，號心澳，應天府人，南京鷹揚衛官籍，明朝政治人物。

## 生平
萬曆四年（1576年）丙子科應天府鄉試第七名，萬曆八年（1580年）庚辰科會試第二百二十二名，登三甲第十四名進士。大理寺觀政，本年授辰州府推官，十三年乙酉充本省（湖广）乡试同考官，十五年升户部主事，十八年升郎中，二十年升差大同管粮，告病。二十一年补工部营缮司郎中，本年升四川佥事、分巡上川东道，二十二年十月调湖广，二十三年保留四川佥事，升本省参议，二十五年准养病。三十一年三月起复贵州佥事。

## 家族
曾祖張彪，曾任指揮；祖父張重，曾任指揮……把总；父張維，武進士，曾任指揮。母朱氏（封淑人）。